# Dorothy Porter
Dorothy Featherstone Porter (26 de marzo de 1954 - 10 de diciembre de 2008) fue una poeta australiana. Fue galardonada con el Premio Christopher Brennan a toda una vida dedicada a la poesía.

## Biografía
Porter nació en Sydney. Su padre fue el abogado Chester Porter y su madre, Jean, fue profesora de química en un instituto. Estudió en la Queenwood School for Girls. Se graduó de la Universidad de Sídney en 1975 con una Licenciatura en Artes con especialización en Inglés e Historia.

## Obras y premios
Entre los premios que ha recibido Porter figuran el  premio al Libro del Año de poesía, el Premio del Consejo Nacional del Libro por The Monkey's Mask y el Premio Christopher Brennan de la FAW en poesía. Dos de sus novelas en verso fueron preseleccionadas para el premio Miles Franklin: What a Piece of Work en 2000 y Wild Surmise en 2003. En 2000, se rodó la película The Monkey's Mask (La máscara del mono), basada en su novela homónima en verso. En 2005, su libreto The Eternity Man, escrito con el compositor Jonathan Mills, se representó en el Festival de Sydney.
El último libro publicado por Porter fue El Dorado, su quinta novela en verso, sobre un asesino en serie de niños. El libro fue nominado a varios premios, incluyendo el Premio Literario del Primer Ministro en su primera edición en 2007 y a la Mejor Ficción en los Premios Ned Kelly.
Se han publicado póstumamente otras dos obras: su colección de poesía The Bee Hut (2009), así como su último trabajo terminado, un ensayo sobre crítica literaria y emociones, titulado On Passion.
Porter, que encontró muchas salidas para escribir, incluyendo ficción para adultos jóvenes y libretos para óperas de cámara, estaba trabajando en una ópera rock llamada January con Tim Finn en el momento de su muerte.

## Vida personal
Porter era abiertamente lesbiana y en 1993 se mudó a Melbourne para estar con su pareja, la también escritora Andrea Goldsmith. Casualmente, ambas fueron preseleccionadas para el Premio Miles Franklin de Literatura de 2003. En 2009, Porter fue reconocida póstumamente por el sitio web Samesame.com.au como una de las personas gais y lesbianas australianas más influyentes.
Porter se definía como una pagana, comprometida con los principios paganos de coraje, estoicismo y compromiso con la tierra y la belleza.

## Muerte
Porter llevaba cuatro años sufriendo cáncer de mama antes de morir, pero «muchos creían que estaba ganando la batalla», según el periodista Matt Buchanan. En las últimas tres semanas de su vida, enfermó gravemente y fue hospitalizada, donde permaneció en cuidados intensivos durante los últimos 10 días. Falleció a los 54 años el 10 de diciembre de 2008.
El 21 de febrero de 2010, la actriz Cate Blanchett leyó extractos de la obra breve de Porter publicada póstumamente sobre la crítica literaria y las emociones en la literatura, On Passion, en el Teatro Malthouse de Melbourne.
Brett Dean dedicó el primer movimiento de su "Epitafio para quinteto de cuerdas (quinteto de viola) (2010)" en memoria de Dorothy Porter.